# Jákfa
Jákfa là một thị trấn thuộc hạt Vas, Hungary. Thị trấn này có diện tích 20,11 km², dân số năm 2010 là 536 người, mật độ 27 người/km².